# Abisara delicata
Abisara delicata is een vlindersoort uit de familie van de prachtvlinders (Riodinidae), onderfamilie Nemeobiinae.
Abisara delicata werd in 1901 beschreven door Lathy.
De soort staat op de Rode Lijst van de IUCN als "niet bedreigd" (Least Concern). Abisara delicata komt voor in Malawi en Tanzania.